# Aira Villegas
Aira Villegas (n. 1 august 1995, Tacloban, Eastern Visayas⁠(d), Filipine) este o boxeră ce a reprezentat Filipine, medaliată olimpică. A participat la o ediție a Jocurilor Olimpice (2024) în care a câștigat o medalie de bronz.

## Participări
Lista de mai jos prezintă principalele competiții la care a participat Aira Villegas de-a lungul carierei.
- Box la Jocurile Olimpice de Vară din 2024 – categoria muscă (feminin)